# Dainoras Bradauskas
Dainoras Bradauskas (* 16. Dezember 1965 in Telšiai) ist ein litauischer Politiker, seit November 2024 Seimas-Mitglied, ehemaliger Leiter der Valstybinė mokesčių inspekcija (VMI), der obersten nationalen Behörde der Steuerverwaltung.

## Leben
Nach dem Abitur an der Mittelschule absolvierte Dainoras Bradauskas 1989 das Diplomstudium der Wirtschaft an der Vilniaus universitetas und ab 1990 arbeitete er als Oberinspektor beim Finanzamt der Stadtgemeinde Vilnius in der litauischen Hauptstadt Vilnius. Ab 1993 leitete er eine Gruppe der Unterabteilung für Personalunternehmensteuern, ab 1997 als stellv. Leiter einer Abteilung, ab 1999 als stellv. Leiter einer Abteilung beim Finanzamt von Bezirk Vilnius, ab 2010 als Departamentsdirektor, ab 2013 war er stellvertretender Leiter und seit Juli 2014 ist er Leiter der   Staatlichen Steuerinspektion am Finanzministerium der Republik Litauen (VMI). Von 2018 bis 2024 arbeitete  er als Projektleiter im Unternehmen Bartžuvė, UAB.
In der Parlamentswahl in Litauen 2024 wurde er in der Liste der Partei Nemuno aušra ins 14. Seimas ausgewählt.
Von 	1989 	1990 war er Mitglied der KPdSU, von 	1999 bis	2000 der Liberalų ir centro sąjunga und von 2019 	2bis 020 der Lietuvos socialdemokratų partija. 	

## Familie
Sein Vater ist Bronius Bradauskas (* 1944), Politiker, Mitglied des Seimas, ehemaliger Umweltminister Litauens.
Dainoras Bradauskas ist verheiratet. Mit Frau Airė hat er den Sohn Karolis und die Tochter Arielė.